# Rhea Perlman
Pour les articles homonymes, voir Perlman.
Rhea Perlman, née le 31 mars 1948 à New York, est une actrice et écrivaine américaine.
Elle est surtout connue pour son rôle de Carla Tortelli dans la sitcom Cheers qui lui a fait gagner quatre Emmy Awards.

## Biographie

### Débuts
Rhea Perlman est née dans le quartier de Brooklyn à New York, fille de Philippe et Adele Perlman. Son père était acteur et vendeur de poupées et jouets de fête. Elle a étudié à Hunter College à New York. C'est une démocrate active.
Elle a commencé sa carrière d'actrice en 1972 en jouant un petit rôle dans le court métrage Hot Dogs for Gauguin. Cette même année elle apparaît dans Up – An Uppity Revue une production d'un collectif féministe avec son futur mari Danny DeVito.

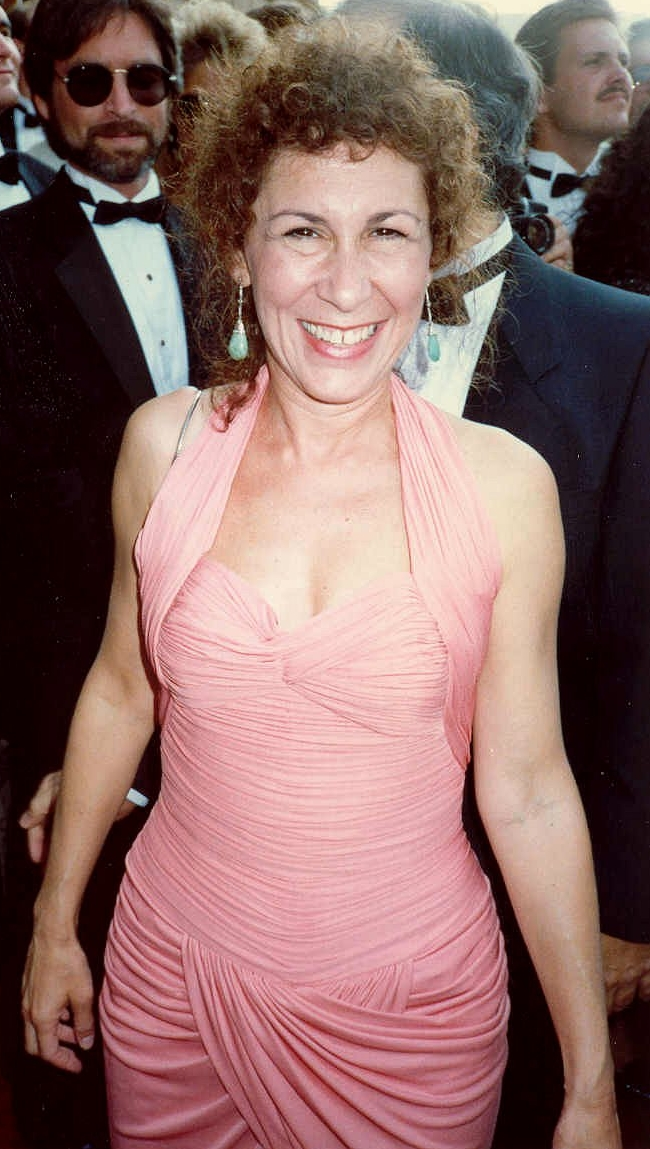
Rhea Perlman lors des Emmy Awards 1988.

### Premiers rôles
À partir des années 1970 elle joue dans de nombreux téléfilms et courts-métrages. Une de ses apparitions notables est celle qu'elle fait dans la série Taxi ou elle campe le rôle de Zena la petite amie de Louie DePalma (Danny DeVito).
En 1982, elle décroche le rôle de Carla Tortelli dans la sitcom Cheers. Elle remporte quatre Emmy Award en 1984, 1985, 1986 et 1989. Elle a également été nommée aux Golden Globe ce qui fait qu'elle fut l'actrice de la sitcom à avoir été récompensée le plus de fois.
En 1986, Rhea Perlman joue dans un épisode de la série de Steven Spielberg, Histoires fantastiques intitulé La Bague (The Wedding Ring) avec son mari Danny DeVito dans le rôle de son mari). Dans cet épisode elle joue une femme au foyer qui possède un anneau maudit. Elle se transforme alors en meurtrière dès qu'elle le porte.

### Films
Dans les années 1990, elle a joué dans plusieurs films et téléfilms. En 1992 elle apparaît dans Sarah et Julie n'en font qu'à leur tête avec les sœurs Mary-Kate Olsen et Ashley Olsen. Elle joue l'épouse du personnage de Jerry Van Dyke, couple qui enlève les deux sœurs.
Au Cinéma elle tourne dans There Goes the Neighborhood (1992), Canadian Bacon (1995), Carpool (en) (1996), Sunset Park (1996), Matilda (1996), Une star dans ma vie (10 Items or Less) (2006), et a joué dans le film indépendant de Jan Schütte, Love Comes Lately (2007)

### Carrière plus récente
Rhea Perlman est également apparue dans un téléfilm en 2000 How to Marry a Billionaire: A Christmas Tale (Comment épouser un milliardaire: Un conte de Noël), dans lequel elle se fait passer pour Jacqueline Kennedy. En 2000 elle joue une thérapeute, Dr Parella dans le film Secret Cutting qui raconte l'histoire d'une fille du nom de Dawn qui se mutile. En 2007 elle prend le rôle de Bertha dans la comédie théâtrale Boeing Boeing. En 2008 elle est apparue dans le film Beethoven : Une star est née !. Elle interprète aussi la mère de Tanya dans la série télévisée Hung. Elle joue aussi en guest dans un épisode de Wilfred.
Elle est aussi l'auteur de livres illustrés pour enfant Otto Undercover. Six livres sont sortis à ce jour.

Rhea Perlman et son mari Danny DeVito.

### Vie personnelle
Elle s'est mariée avec l'acteur Danny DeVito le 28 janvier 1982. Ils ont eu trois enfants : Lucy DeVito (1983), Grace Fan DeVito (1985) et Jacob Daniel DeVito (1987). En octobre 2012, le couple annonce un divorce mettant fin à 30 ans de mariage  mais revient finalement sur sa décision en mars 2013 . Danny De Vito a officialisé leur rupture le 26 mars 2017 au micro de la chaîne américaine de télévision CBS : « Nous n’allons pas divorcer mais nous vivons séparés, oui ».

## Filmographie
| Année     | Titre                                               | Rôle                                             | Notes                      |
| --------- | --------------------------------------------------- | ------------------------------------------------ | -------------------------- |
| 1972      | Hot Dogs for Gauguin                                | Woman on Ferry                                   | court métrage              |
| 1976      | Selling of Vince D'Angelo                           | Mrs. D'Angelo                                    | téléfilm                   |
| 1976      | Stalk the Wild Child                                | Jean                                             | téléfilm                   |
| 1976      | I Want to Keep My Baby!                             | Rae Finer                                        | téléfilm                   |
| 1977      | Mary Jane Harper Cried Last Night                   | Judy                                             | téléfilm                   |
| 1977      | Having Babies II                                    | Cheryl                                           | téléfilm, non créditée     |
| 1977      | Intimate Strangers                                  | Rôle inconnu                                     | téléfilm                   |
| 1978–1982 | Taxi                                                | Zena Sherman                                     | 6 épisodes                 |
| 1979      | Like Normal People                                  | Jan                                              | téléfilm                   |
| 1979      | Swap Meet                                           | Mère                                             |                            |
| 1982      | National Lampoon's Movie Madness                    | La petite prostituée juive                       |                            |
| 1982      | Drop Out Father                                     | Tawney Shapiro                                   | téléfilm                   |
| 1982      | Love Child                                          | June Burns                                       |                            |
| 1982–1993 | Cheers                                              | Carla Tortelli                                   | 270 épisodes               |
| 1983      | Unlikely Stories, Vol. 2                            | La femme de Vince                                | téléfilm                   |
| 1984      | The Ratings Game                                    | Francine Kester                                  | téléfilm                   |
| 1985      | Hôpital St Elsewhere                                | Carla Tortelli                                   | 1 épisode                  |
| 1985      | Happily Ever After                                  | Rose Johnson                                     | téléfilm, voix             |
| 1986      | My Little Pony: The Movie                           | Reeka                                            | voix                       |
| 1986      | Histoires fantastiques                              | Lois                                             | épisode La Bague           |
| 1987      | The Tortellis                                       | Carla Tortelli                                   | 1 épisode                  |
| 1987      | Stamp of a Killer                                   | Claudia                                          | téléfilm                   |
| 1988      | A Family Again                                      | Tante Dee                                        | téléfilm                   |
| 1989      | Two Daddies?                                        | Rose Johnson                                     | téléfilm, voix             |
| 1990      | Enid is Sleeping                                    | Mavis                                            |                            |
| 1991      | Petite Fleur                                        | The Godmother                                    | 1 épisode                  |
| 1991      | The Last Halloween                                  | Mrs. Gizborne                                    | court métrage télévisé     |
| 1991      | Ted and Venus                                       | Grace                                            |                            |
| 1992      | Roc                                                 | Connie Mason                                     | 1 épisode                  |
| 1992      | Le Visionarium                                      | 9-Eyes                                           | court métrage, voix        |
| 1992      | Class Act                                           | Ms. Simpson                                      |                            |
| 1992      | There Goes The Neighborhood                         | Lydia Nunn                                       |                            |
| 1992      | Sarah et Julie n'en font qu'à leur tête             | Shirley                                          | téléfilm                   |
| 1993      | A Place To Be Loved                                 | Jerri Blair                                      | téléfilm                   |
| 1993      | We're Back! A Dinosaur's Story                      | Mother Bird                                      | voix                       |
| 1994      | In Spite of Love                                    | Emma                                             | téléfilm                   |
| 1994      | All-Star 25th Birthday: Stars and Street Forever!   |                                                  | téléfilm                   |
| 1994      | Les Simpson                                         | Carla Tortelli                                   | épisode La Peur de l'avion |
| 1995      | Canadian Bacon                                      | Honey                                            |                            |
| 1995      | Profession : critique                               | Ardeth                                           | 2 épisodes                 |
| 1996      | Sunset Park                                         | Phyllis Saroka                                   |                            |
| 1996      | Une folle équipée                                   | Martha                                           |                            |
| 1996      | Matilda                                             | Zinnia Wormwood                                  |                            |
| 1996–1997 | Pearl                                               | Pearl Caraldo                                    | 22 épisodes                |
| 1997      | Union Square                                        | Mrs. Eileen Mulrooney                            | 1 épisode                  |
| 1997      | Presque parfaite                                    | Rhea Perlman                                     | 1 épisode                  |
| 1998      | In The Doghouse                                     | Phil Markowitz                                   | téléfilm                   |
| 1998      | Houdini (en)                                        | Esther                                           | téléfilm                   |
| 1999      | Dingue de toi                                       | Ramona                                           | 1 épisode                  |
| 1999      | H-E Double Hockey Sticks                            | Mrs. Beelzebub                                   | téléfilm                   |
| 2000      | A Tale of Two Bunnies                               | Thelma                                           | téléfilm                   |
| 2000      | Secret Cutting                                      | Dr. Parella                                      | téléfilm                   |
| 2000      | Comment épouser une milliardaire : Un conte de Noël | Jacqueline Kennedy                               | téléfilm                   |
| 2001      | Ally McBeal                                         | Dr. Helen Tooth                                  | 1 épisode                  |
| 2001      | Kate Brasher                                        | Abbie Shaeffer                                   | 6 épisodes                 |
| 2001      | Old Love                                            |                                                  | court métrage              |
| 2001      | Becker                                              | Dr. Katherine Simmons                            | 1 épisode                  |
| 2002      | Frasier                                             | Carla Tortelli                                   | 1 épisode                  |
| 2002      | Quoi d'neuf Scooby-Doo ?                            | Agnes                                            | 1 épisode, voix            |
| 2003      | Other People's Business                             | Mrs. Wabash                                      | téléfilm                   |
| 2003      | Karen Sisco                                         | Louise Salchek                                   | 1 épisode                  |
| 2004      | Kevin Hill                                          | Eleanor Frank                                    | 1 épisode                  |
| 2006      | Stroller Wars                                       | Penny                                            | téléfilm                   |
| 2006      | Crumbs                                              | Camile Spadaro                                   | 1 épisode                  |
| 2006      | Une star dans ma vie                                | Mrs. D                                           |                            |
| 2007      | Bloom                                               | Ma                                               | court métrage              |
| 2007      | Love Comes Lately                                   | Riesel                                           |                            |
| 2008      | New York, unité spéciale                            | Roxana Fox                                       | 1 épisode                  |
| 2008      | Cat Dragged In                                      | Woman in Street                                  | court métrage              |
| 2008      | The Christmas Choir                                 | Sister Agatha                                    | téléfilm                   |
| 2008      | Beethoven : Une star est née !                      | Patricia                                         | vidéo                      |
| 2009–2010 | Hung                                                | Vera-Joan Skagle                                 | 4 épisodes                 |
| 2011      | The Trouble with Bliss                              | Maria                                            |                            |
| 2011      | Wilfred                                             | Mittens                                          | 1 épisode                  |
| 2011      | Le Fantôme du grenier (Oliver's Ghost)              | Eloise                                           | téléfilm                   |
| 2012      | The Sessions                                        | Mikvah Lady                                      |                            |
| 2012      | The Manzanis                                        | Camille                                          | téléfilm                   |
| 2012      | Robot and Monster                                   | Nessie                                           | voix                       |
| 2013      | Robot Chicken                                       | l'épouse de Crypt Keeper / Grand-mère / Sorcière | voix                       |
| 2013-2014 | Kirstie                                             | Thelma Katz                                      |                            |
| 2014      | The Neighbors                                       | Janet                                            | 1 épisode                  |
| 2016      | Mom                                                 | Anya                                             | 1 épisode                  |
| 2019      | Poms                                                | Alice                                            |                            |
| 2021-2023 | Star Wars: The Bad Batch                            | Cid                                              | voix                       |
| 2023      | Barbie                                              | Ruth Handler                                     |                            |
| 2023      | You People                                          | Bubby                                            |                            |